# Paraxenistis
Paraxenistis is een geslacht van vlinders van de familie koolmotten (Plutellidae).

## Soorten
- P. menaiella (Legrand, 1966)
- P. simpsonella (Legrand, 1966)
- P. tournefortiaecolella (Legrand, 1966)